# Estrela do Norte Futebol Clube
O Estrela do Norte Futebol Clube é um clube de futebol brasileiro sediado em Cachoeiro de Itapemirim, no estado do Espírito Santo. Fundado em 1916, o clube manda seus jogos no Estádio Mário Monteiro, apelidado de Estádio do Sumaré. O clube conquistou o Campeonato Cabixaba em 2014 após ser vice-campeão cinco vezes. O Estrela do Norte também detém três títulos da Copa ES, competição na qual só disputou seis edições ao longa da história.
Seus grande rivais são o Cachoeiro FC, com quem faz o grande clássico da maior cidade do interior e da região sul capixaba. O Atlético Itapemirim e o Castelo FC são os rivais das cidades vizinhas Itapemirim e Castelo, respectivamente.

## História

### Fundação
O Estrela do Norte foi fundado em 16 de janeiro de 1916, numa casa próximo ao Colégio Liceu Muniz Freire. Participaram da reunião de fundação: Laurentino Lugon, Mário Sampaio, Orlando Nunes, Amphilófio Braga, João Viana, Estulano Braga, Deusdedit Cruz, Fernando Reis e Francisco Penedo, este último escolhido como o primeiro presidente do clube. A primeira sede, segundo os arquivos, foi onde é hoje o Tiro de Guerra e o primeiro campo foi no pátio do Liceu Muniz Freire, zona norte da cidade, daí o nome Estrela do Norte. As primeiras cores do Estrela do Norte eram verde e amarelo, e o primeiro time estrelense era formado por: Pedro Tanure, Antonio Cruz, Belmiro, Adão, Barão, Dodoca, Erly, Vivi, Mine, Cezarino e Lauro. Tempos depois, por volta da década de 30, o Estrela transferiu o seu campo para o bairro Sumaré, onde está até hoje.
Em 1996, o Estrela foi notícia no Brasil devido a publicação na revista Placar sobre "o menor campeonato do mundo", o Campeonato Capixaba da Segunda Divisão, que teve o alvinegro como campeão em cima do Sport Club Capixaba. Esta edição foi disputada somente pelas duas equipes em apenas uma partida de ida e uma de volta, pois as outras seis desistiram, alegando problemas financeiros.

### Primeiros sucessos
Os primeiros títulos expressivos do Estrela foram logo três consecutivos da Copa Espírito Santo em 2003, 2004 e 2005. No ano de 2005, o clube jogou pela primeira vez a Copa São Paulo de Futebol Júnior, onde derrotou a equipe do São Paulo Futebol Clube pelo placar de 2 a 1. A equipe do Estrela do Norte não conseguiu se classificar pois perdeu de 2 a 1 para a equipe do Taubaté e de 2 a 0 para o Itabaiana, ficando em terceiro lugar no seu grupo.
O Estrela do Norte jogou a final do Capixaba da Segunda Divisão de 2010 contra a equipe do Aracruz e, apesar de ter perdido o título, Estrela e Aracruz subiram para a Primeira Divisão de 2011. Porém, devido a problemas jurídicos, o Estrela do Norte perdeu a vaga e não pôde participar da competição.
O Estrela do Norte foi vice-campeão da Segunda Divisão do Capixaba de 2012 e juntamente com a campeã Desportiva Ferroviária, subiu à Primeira Divisão de 2013, após sofrer um gol aos 49 minutos do segundo tempo na final. No jogo estavam presentes mais de cinco mil torcedores do Estrela do Norte, tendo uma média em todo o campeonato de duas mil pessoas por jogo, recorde no futebol capixaba em 2012, somando as duas divisões.
Em setembro de 2012, o clube lançou uma camisa retrô da equipe, com as primeiras cores do clube: o verde e o amarelo. A camisa foi o terceiro uniforme do clube em 2013, e um aperitivo para os 100 anos do clube. A diretoria começou no final de 2012, uma reforma geral nas estruturas do Estádio do Sumaré, como por exemplo nas arquibancadas e na iluminação, além de estar construindo uma academia para os atletas do clube. O gramado também está sendo reformado em algumas partes principalmente dentro das duas áreas, partes que ficam mais danificadas.

### 2014–2015: Campeão capixaba, Copa Verde e Copa do Brasil
No Campeonato Capixaba de 2014, o Estrela do Norte classificou-se para as semifinais e enfrentou a equipe do São Mateus. O primeiro jogo foi no Estádio do Sumaré em Cachoeiro de Itapemirim e a segunda partida no Estádio do Sernamby em São Mateus. O Estrela do Norte perdeu em casa de 2 a 1, mas no jogo de volta goleou por 3 a 0. Com esses resultados, o Estrela do Norte alcançou sua sexta final, dessa vez disputando contra a equipe do Linhares Futebol Clube.
Depois de 98 anos de história, a equipe do Estrela do Norte Futebol Clube sagrou-se campeão capixaba pela primeira vez em sua história. Na primeira partida o Estrela em casa empatou com o Linhares por 0 a 0, porém no jogo de volta o Estrela ganhou o jogo por 1 a 0 no Estádio do Bambu em Aracruz, conquistando o título. Com a conquista o Estrela do Norte classificou-se para Campeonato Brasileiro - Série D no mesmo ano e para Copa do Brasil e Copa Verde no ano seguinte. A cidade de Cachoeiro de Itapemirim mobilizou-se para ver a chegada dos jogadores campeões. Mais de seis mil pessoas aguardavam os jogadores no Estádio do Sumaré.
Ainda em 2014, o Estrela do Norte participou do Campeonato Brasileiro da Série D pela primeira vez. Com 12 pontos terminou em terceiro colocado do grupo, não obtendo a classificação, pois a equipe do Itaporã de Mato Grosso do Sul, abandonou o campeonato na sétima rodada após derrota para o próprio Estrela do Norte por 3 a 1. Com isso a equipe do Anapolina se beneficiou e como na última rodada iria enfrentar a equipe do Itaporã somou 13 pontos. No último jogo diante o Brasiliense, no Estádio do Sumaré, mais de três mil torcedores apoiaram o Estrela do Norte mesmo sendo eliminado do campeonato.
No ano seguinte, o Estrela do Norte passou para a segunda fase da Copa Verde de 2015, derrotando nos pênaltis a equipe goiana do Luziânia pelo placar de 4 a 3. Nos dois confrontos ocorreram empates de 1 a 1. Foi a primeira vez que uma equipe capixaba passa da primeira fase na Copa Verde. Na segunda fase o Estrela do Norte foi eliminado pela equipe do Cuiabá, do Mato Grosso.
Na Copa do Brasil de 2015, no primeiro jogo o Estrela derrotou a equipe do Sampaio Corrêa pelo placar de 3 a 2. Até os 30 minutos do segundo tempo, o Estrela do Norte estava vencendo o Sampaio Corrêa pelo placar de 3 a 0, o que lhe daria mais conforto em enfrentar o Sampaio Corrêa no Maranhão, porém faltando quinze minutos o Sampaio Corrêa fez dois gols e diminuiu a vantagem do Estrela do Norte. No segundo jogo o Estrela foi derrotado por 4 a 1 no Castelão em São Luís e é eliminado da competição.

### 2016–presente
Em 2016, ano do centenário, o Estrela do Norte faz um campanha irregular no Campeonato Capixaba e é rebaixado à Série B.
Na Série B de 2017, o Estrela classifica-se às semifinais, porém é eliminado nessa fase pelo Serra e não consegue o acesso à Série A.
Na penúltima rodada da fase preliminar da Série B de 2018, o Estrela vence o Sport Capixaba e classifica-se às semifinais. Nas semifinais, o Estrela do Norte elimina o Aracruz e consegue o retorno à primeira divisão. Nas finais enfrenta o Rio Branco e termina com o vice-campeonato.
Na estreia do Campeonato Capixaba de 2019, o Estrela goleia por 3 a 0 no clássico diante do Castelo no Estádio do Sumaré. Nas quartas de final elimina o Rio Branco-VN. Nas semifinais, após vencer o primeiro jogo por 3 a 2 em Cachoeiro de Itapemirim, perde o segundo jogo por 2 a 0 com gol nos acréscimos no Estádio Salvador Costa e é eliminado pelo Vitória.

## Estádio
O Estrela do Norte Futebol Clube joga seus jogos em casa no Estádio Mário Monteiro, apelidado de Estádio do Sumaré. O estádio tem capacidade máxima para 6.000 pessoas.

## Estatísticas

### Participações
|  | Participações em 2025 |

| Competição              | Competição          | Temporadas | Melhor campanha             | Anos | P | R |
| Espírito Santo (estado) | Campeonato Capixaba | 48         | Campeão (2014)              | 1930, 1936, 1954–1955, 1963–1966, 1968, 1970–1971, 1977–1978, 1980–1984, 1986–1995, 1997, 2000–2007, 2013–2016, 2019–2024 |   | 5 |
| Espírito Santo (estado) | Série B             | 7          | Campeão (1996 e 1999)       | 1996, 1999, 2008, 2010, 2012, 2017–2018                                                                                   | 4 |   |
| Espírito Santo (estado) | Copa Espírito Santo | 6          | Campeão (2003, 2004 e 2005) | 2003–2006, 2008, 2022 |   |   |
|                         | Copa Verde          | 1          | Oitavas de final (2021)     | 2021 |   |   |
| Brasil                  | Série B             | 1          | 19º colocado (1987)         | 1987 | – | – |
| Brasil                  | Série C             | 7          | 21º colocado (1996)         | 1995–1996, 2001, 2003–2006                                                                                                | – | – |
| Brasil                  | Série D             | 1          | 24º colocado (2014)         | 2014 | – |   |
| Brasil                  | Copa do Brasil      | 3          | 1ª fase (3 vezes)           | 2005–2006, 2015 |   |   |

## Títulos
Títulos do Estrela do Norte: 
| ESTADUAIS | ESTADUAIS                     | ESTADUAIS | ESTADUAIS        |
|           | Competição                    | Títulos   | Temporadas       |
| --------- | ----------------------------- | --------- | ---------------- |
|           | Campeonato Capixaba           | 1         | 2014             |
|           | Copa Espírito Santo           | 3         | 2003, 2004, 2005 |
|           | Campeonato Capixaba - Série B | 2         | 1996, 1999       |

### Outras campanhas de destaque
- Campeonato Capixaba
  - Vice-campeão (5): 1987, 2001, 2004, 2005, 2006
- Copa Espírito Santo
  - Vice-campeão (1): 2006

### Categorias de base
- Campeonato Capixaba Sub-20
  - Campeão (2): 1991, 2004
- Campeonato Sulino de Juniores (Espírito Santo)
  - Campeão (1): 1982
- Campeonato Sulino Juvenil (Espírito Santo)
  - Campeão (2): 1996, 1997
- Campeonato Sulino Infantil (Espírito Santo)
  - Campeão (1): 1997

## Participações em competições nacionais
Copa do Brasil:
- 2005

Estrela do Norte 3 x 4 Atlético/MG
Atlético/MG 6 x 0 Estrela do Norte
- 2006

Estrela do Norte 1 x 1 Guarani/SP
Guarani/SP 3 x 0 Estrela do Norte
- 2015

Estrela do Norte 3 x 2 Sampaio Correia/MA
Sampaio Correia/MA 4 x 1 Estrela do Norte
 Campeonato Brasileiro da Série B:
- 1987 - 19º lugar

(Este campeonato foi dividido em dois módulos: Módulo Branco e Módulo Azul, onde cada módulo tinha 24 clubes. O Estrela do Norte participou no módulo azul, ficando em 19º lugar. Este campeonato é considerado pela Confederação Brasileira de Futebol (CBF) como sendo o da série B do Campeonato Brasileiro, pois no ano de 1987, o Sport Recife foi declarado Campeão Brasileiro de 1987, pois a equipe do Flamengo, que havia ganho a Copa União de 1987, não quis jogar contra o Sport Recife para ver quem seria o campeão brasileiro de 1987)
 Campeonato Brasileiro da Série C:
- 1995 - 68º lugar (107 clubes participaram)
- 1996 - 21º lugar (58 clubes participaram)
- 2001 - 56º lugar (65 clubes participaram)
- 2003 - 33º lugar (93 clubes participaram)
- 2004 - 52º lugar (60 clubes participaram)
- 2005 - 52º lugar (63 clubes participaram)
- 2006 - 43º lugar (64 clubes participaram)

 Campeonato Brasileiro da Série D:
- 2014
- 27 de julho de 2014 - Brasiliense 3 x 0 Estrela do Norte
- 2 de agosto de 2014 - Estrela do Norte 4 x 3 Anapolina
- 9 de agosto de 2014 - Estrela 1 x 1 Villa Nova
- 17 de agosto de 2014 - Itaporã 1 x 0 Estrela
- 24 de agosto de 2014 - Villa Nova 1 x 2 Estrela
- 30 de agosto de 2014 - Estrela 3 x 1 Itaporã
- 7 de setembro de 2014 - Anapolina 0 x 0 Estrela
- 14 de setembro de 2014 - Estrela 1 x 1 Brasiliense

Copa Verde de Futebol
- 2015

Estrela do Norte 1 x 1 Luziânia/GO
Luziânia/GO (3) 1 x 1 Estrela do Norte (4)
Estrela do Norte 0 x 1 Cuiabá/MT
Cuiabá/MT 1 x 1 Estrela do Norte
Copa São Paulo de Futebol Júnior:
- 2005

Taubaté 2 x 1 Estrela do Norte
Estrela do Norte 2 x 1 São Paulo
Itabaiana 2 x 0 Estrela do Norte
O Estrela do Norte ficou em terceiro lugar em seu grupo e não conseguiu classificação para próxima fase co campeonato, mas apesar de tudo, ganhou do todo poderoso São Paulo Futebol Clube.

## Símbolos

### Escudo
| Evolução do Escudo do Estrelo do Norte | Evolução do Escudo do Estrelo do Norte | Evolução do Escudo do Estrelo do Norte | Evolução do Escudo do Estrelo do Norte | Evolução do Escudo do Estrelo do Norte | Evolução do Escudo do Estrelo do Norte | Evolução do Escudo do Estrelo do Norte | Evolução do Escudo do Estrelo do Norte | Evolução do Escudo do Estrelo do Norte |
| 2014 – 2017                            | 2017 – Atual                           |                                        |                                        |                                        |                                        |                                        |                                        |                                        |
| -------------------------------------- | -------------------------------------- | -------------------------------------- | -------------------------------------- | -------------------------------------- | -------------------------------------- | -------------------------------------- | -------------------------------------- | -------------------------------------- |

### Uniformes

#### Temporada 2021
| Uniforme nº 1 | Uniforme nº 2 |

#### Temporada 2020
| Uniforme nº 1 | Uniforme nº 2 | Uniforme nº 3 |

#### Temporada 2019
| Uniforme nº 1 | Uniforme nº 2 |

#### Temporada 2018
| Uniforme nº 1 | Uniforme nº 2 |

#### Temporada 2017
| Uniforme nº 1 | Uniforme nº 2 |

#### Temporada 2016
| Uniforme nº 1 | Uniforme nº 2 | Uniforme nº 3 |

#### Temporada 2015
| Uniforme nº 1 | Uniforme nº 2 |

### Hino
O autor do Hino do Estrela do Norte Futebol Clube foi Raul Sampaio.

## Elenco atual
Última atualização: 21 de dezembro de 2024[carece de fontes?]

## Publicações
- Seu Zezinho - A Estrela Eterna do Sumaré — Este livro foi lançado pela Editora Cachoeiro Cult, no ano de 2016, e foi escrito por Cláudia Sabadini. Conta a história de José Basilio de Souza, ou Seu Zezinho, treinador das equipes de base do Estrela do Norte Futebol Clube.
- Estrela do Norte 100 Anos — Lançado em 2016, este livro retrata a trajetória do Estrela do Norte Futebol Clube, com fotos e depoimentos de ex-jogadores, ex-diretores e torcedores.[22]

## Ligações Externas
- Site oficial
- Estrela do Norte Futebol Clube no Instagram